# アサン・ニュクリ
アサン・デモヤ・ニュクリ（Assane Demoya Gnoukouri, 1996年9月28日 - ）は、コートジボワール・アビジャン出身のサッカー選手。ポジションはMF。

## 経歴
オリンピック・マルセイユのユースなどを経て、2014年9月にインテルナツィオナーレ・ミラノのプリマヴェーラへ加入。2015年2月に開催されたトルネオ・ディ・ヴィアレッジョでは優勝を経験した。
2015年4月11日に行われたエラス・ヴェローナFC戦において、80分にガリー・メデルとの交代でピッチに入りセリエAデビューし、8日後の4月19日に行われたACミランとのミラノダービーでは先発出場を果たした。
2017年1月28日、ウディネーゼ・カルチョへ半年間の買取オプション付きレンタルで移籍したものの、2月8日に心臓の問題を抱えていることが発表され3か月間の離脱を余儀なくされた。ウディネーゼでは試合に出場することなく退団した。

## タイトル
インテル
- トルネオ・ディ・ヴィアレッジョ : 2015